# Винемарк
Винемарк (њем. Winnemark) општина је у њемачкој савезној држави Шлезвиг-Холштајн. Једно је од 165 општинских средишта округа Рендсбург. Према процјени из 2010. у општини је живјело 517 становника. Посједује регионалну шифру (AGS) 1058174.

## Географски и демографски подаци
Винемарк се налази у савезној држави Шлезвиг-Холштајн у округу Рендсбург. Општина се налази на надморској висини од 14 метара. Површина општине износи 9,6 km². У самом мјесту је, према процјени из 2010. године, живјело 517 становника. Просјечна густина становништва износи 54 становника/km².